# Clermont-Créans
Clermont-Créans é uma comuna francesa na região administrativa do País do Loire, no departamento de Sarthe. Estende-se por uma área de 18.1 km². Em 2010 a comuna tinha 1 296 habitantes (densidade: 71,6 hab./km²).